# اورسفلد
اورسفلد (به آلمانی: Orsfeld) یک شهر در آلمان است که در بیتبورگ-پروم واقع شده‌است.